# جون سورل

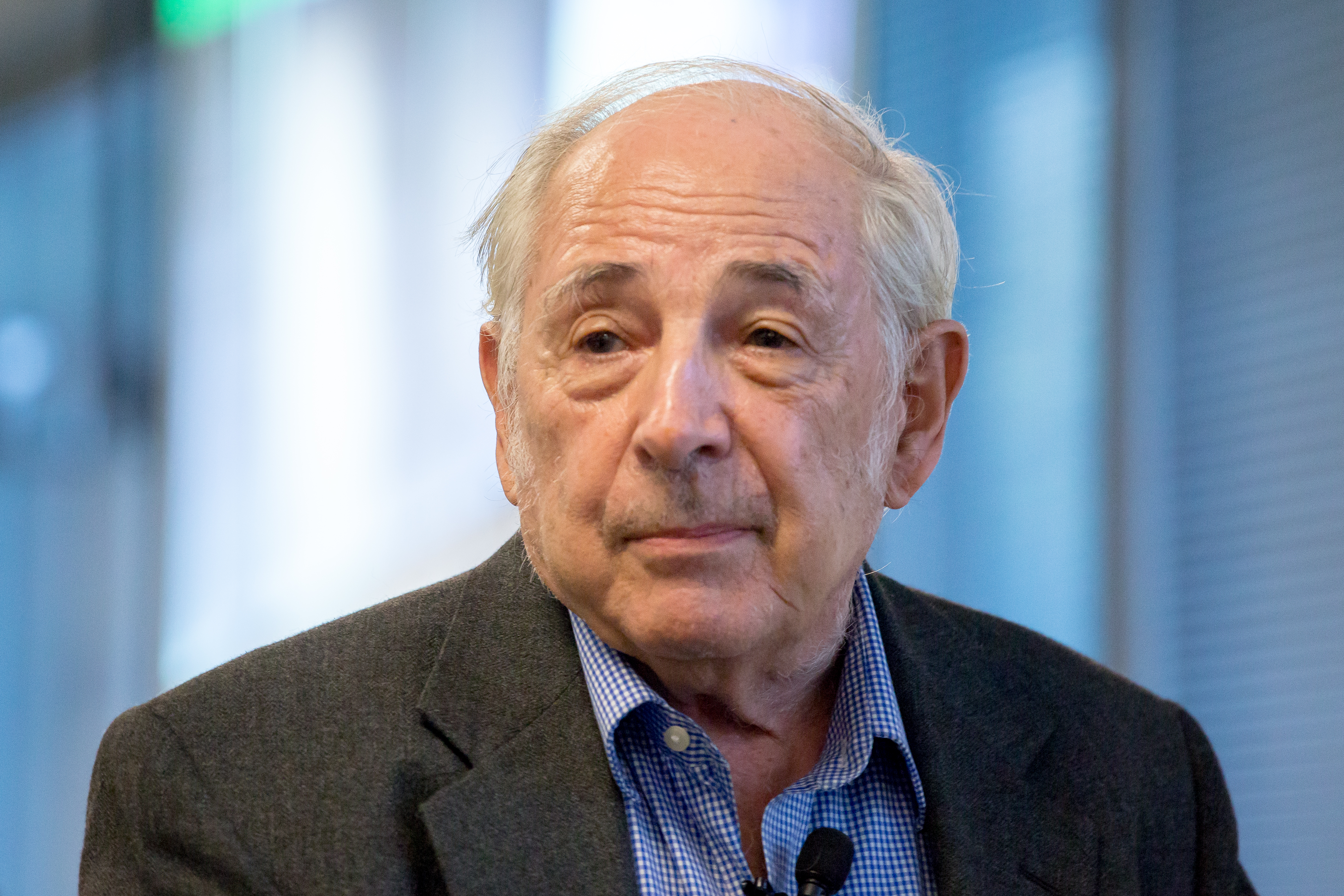
جون سورل

جون روجرز سورل (بالإنجليزية: John Searle) (من مواليد 31 يوليو/تمّوز 1932) هو فيلسوفٌ أمريكيّ، وهو الآن أستاذٌ فخريّ في فلسفة العقل والّلغة وأستاذٌ بكلّية الدراساتِ العليا بجامعة كاليفورنيا بيركلي. معروفٌ على نطاقٍ واسع لمساهماته في فلسفة اللّغة وفلسفة العقل والفلسفة الاجتماعيّة، وبدأ التّدريس في جامعة بيركلي في عام 1959.
كطالبٍ جامعيّ في جامعة ويسكونسن، كان سيرل أمين سرّ لمجموعة «طلّاب ضد جوزيف مكارثي»، وحصل على جميع شهاداته الجامعية (البكالوريوس والماجستير والدكتوراه) من جامعة أوكسفورد، وأصبح في وقتٍ لاحق أول أستاذ دائم ينضمّ إلى حركة حرّيّة التعبير عاميّ 1964-1965 في جامعة بيركلي في كاليفورنيا، في أواخر ثمانينات القرن الماضي تحدّى (سيرل) القيودَ التي فرضها قانونُ بيركلي لإقرار الإيجار في 1980عام والذي أصبح يعرف فيما بعد باسم «قرار سيرل» الصادر عن محكمة العدل العليا في كاليفورنيا عام 1990، لهذا السبب غيّرت بيركلي سياسة التحكم في الإيجارات، ممّا أدّى إلى زيادة كبيرة في الإيجارات بين عامي 1991 و 1994.
في عام 2000 حصل (سيرل) على جائزة جان نيكود وفي عام 2004 حصل على ميدالية العلوم الإنسانيّة الوطنيّة؛  وحاز سنة 2006 على جائزة العقل والدماغ. درس (سيرل) في أولى سنوات عمله علم الكلام الذّي كان أوّل عوامل تأسيس سمعته، متأثرًّا بـ (جون لانغشو أوستن) (J. L. Austin) و (لودويغ ويتغينستن) (Ludwig Wittgenstein). وتشمل مفاهيمه البارزة حجة «الغرفة الصينية» ضد الذكاء الاصطناعي «القوي»، وفي مارس/آذار 2017، اتُّهم (سيرل) بالاعتداءِ الجنسيّ.

## السيرة الذاتية
كان والدُ (سيرل) (جي دبليو سيرل) مهندساً كهربائياً يعملُ لدى شركة (أيه تي آند تي)، وكانت والدته (هيستر بيك سيرل)، طبيبة.
بدأَ (سيرل) تعليمَهُ الجامعيّ في جامعةِ (ويسكونسن-ماديسون)، وفي سنته الأولى أصبح باحثًاً ضِمن منحةِ روديس في جامعة أوكسفورد، حيث حصلَ على جميع شهاداته الجامعيّة (البكالوريوس والماجستير والدكتوراه).
أوّل وظيفتين له كعضو هيئة التدريس كانتا في جامعة أكسفورد كمحاضرٍ للأبحاث، ومحاضر ومعلم في كنيسة المسيح.

## الحياة السياسيّة
أصبح سيرل أثناء دراسته الجامعية في جامعة ويسكونسن أمين سرِّ مجموعة «طلاب ضد جوزيف مكارثي». (مكارثي في ذلك الوقت كان بمثابة السيناتور الأصغر من ولاية ويسكونسن)، وفي عام 1959 بدأ سيرل التدريس في جامعة بيركلي، وكان أوّلَ أستاذٍ دائمٍ ينضمُّ إلى حركة حرية التعبير 1964-1965 وفي عام 1969، وأثناء عملِهِ كرئيسٍ للجنة الحريّة الأكاديميّة التابعة لمجلس الشيوخ الأكاديميّ في جامعة كاليفورنيا أيّد الجامعة في نزاعها مع الطلاب على حديقة الشعب. وفي كتابه «في حرب الحرم الجامعي: نظرة متعاطفة للجامعة في العذاب» (A Sympathetic Look at the University in Agony(1971)) (1971)، حقّق (سيرل) في الأسبابِ الكامنة وراء احتجاجات الحرم الجامعيّ في تلك الحقبة. وقال حول هذا الموضوع: «لقد تعرضت للهجوم من قبل لجنة الأنشطةِ غيرِ الأمريكية في مجلس النواب والعديد من المجادلين المتطرفين، من الناحية الشكليّة، فإنّ الهجمات من كلا الطرفين متشابهة بشكلِ مثيرِ للاهتمام، فكلاهما يعتمدُ بشكلٍ كبيرٍ على التلميح والتملّق، وكلاهما يُبديان الكراهيّة –قد يسميها البعض إرهاباً– وذلك بعد دراسة وتحليل الجدل الحاصل». وأكّد «تعرّضت زوجتي للتهديد بأنني سوف يتم اغتيالي أو مهاجمتي بعنف (مع أعضاء آخرين في الإدارة)».
في أواخر الثمانينات من القرن العشرين طلب (سيرل) مع ملّاك آخرين من مجلسِ تأجيرِ بيركلي رفع القيود المفروضة على المبلغ الذي يمكن أن يفرضه على المستأجرين بموجب قانون إقرار الإيجارات (rent-stabilization ordinance) في المدينة لعام 1980. رفض مجلس التأجير النظر في عريضة (سيرل) فرفع دعوى قضائيّة بانتهاك الإجراءات القانونية. وفي عام 1990 أيّدت المحكمة العليا في كاليفورنيا حجّةَ (سيرل) جُزئيّاً وغيّرت بيركلي سياستها للتحكّم في الإيجارات في ما أصبحَ يُعرف باسم «قرار سيرل»، ممّا أدّى إلى زيادة كبيرة في الإيجارات بين عامي 1991 و 1994. (سيرل) كان يرى الموضوع كواحد من الحقوق الأساسية، فعلى حدّ تعبيره: «اإنّ معاملة الملاك في بيركلي قابلة للمقارنة مع معاملة السود في الجنوب... لقد تم انتهاك حقوقنا بشكل كبير ونحن هنا لتصحيح هذا الظلم». وصفت المحكمة المناقشة بأنها «مستنقع للطّعن السياسيّ، والهجوم على المنازل، والحجّة السياسيّة».
بعد وقتٍ قصيرٍ من هجمات 11 سبتمبر، كتبَ (سيرل) مقالاً يقول فيه أنّ الهجمات كانت حدثاً خاصّاً في صراعٍ طويلِ الأمد ضدّ القوى التي تعارض الولايات المتحدة بشدّة، وأبدت التأييد لسياسة خارجية أكثر صرامة للتدخل من المحافظين الجدد. ودعا إلى إدراك أن الولايات المتحدة في حالة حربٍ دائمة إلى حد ما مع هذه القوّات، وعلاوة على ذلك، فإنّ الإجراء المحتمل هو حرمان الإرهابيّين من استخدام الأراضي الأجنبية التي ينطلقون منها، وأخيرًا أشارَ إلى طبيعة الصّراع على المدى الطويل وألقى باللوم في الهجمات على عدم وجود تصميم أمريكي على التعامل بقوّة مع أعداء أمريكا على مدى العقود العديدة الماضية.

## ادّعاءات الاعتداء الجنسي
في مارس/آذار 2017 أصبح سيرل موضوعاً لمزاعم الاعتداء الجنسي. وذكرت صحيفة لوس أنجليس تايمز: «تزعم دعوى قضائية جديدة أن مسؤولي الجامعة فشلوا في الاستجابة بشكل مناسب للشكاوى من أن (جون سيرل) -وهو أستاذ فلسفة شهير يبلغ من العمر 84 عاماً- اعتدى جنسياً على زميلة أبحاثه البالغة من العمر 24 عاماً في يوليو/تمّوز الماضي وقطع راتبها عندما رفضت محاولات تقرّبه الجنسية». أبرزت القضية العديد من الشكاوى السابقة ضد (سيرل)، والتي زُعم أن جامعة بيركلي أخفقت في اتخاذها.
طلبت الدعوى القضائية -التي رفعت في إحدى محاكم كاليفورنيا في 21 مارس/آذار 2017- الحصول على تعويضات من (سيرل) وأعضاء مجلس جامعة كاليفورنيا بصفتهم أصحاب العمل. وزعمت الدّعوى أنّ (جينيفر هودين) -مديرة مركز جون سيرل للعلم الاجتماعي حيث كانت صاحبة الشكوى قد وُظِّفت كمساعدة لسيرل- قد أعلنت أنّ (سيرل) «أقام علاقاتٍ جنسيّة مع تلاميذه وآخرون في الماضي مقابل مزايا أكاديميّة أو نقديّة أو غيرها». تمّ الكشف أيضاً عن عدة مزاعم سابقة بالتحرش الجنسيّ من قبل سيرل بعد أن أصبحت أخبار الدعوى علنيّة.

## الجوائز والتقديرات
لدى (سيرل) خمس درجات دكتوراه فخرية من أربعة بلدان مختلفة، وهو أستاذ زائر فخري في جامعة (تسينغ هوا) الصينية وجامعة شرق الصين للمعلمين (East China Normal University).
في عام 2000 حصل (سيرل) على جائزة (جان نيكود) (Jean Nicod Prize)، وفي عام 2004 حاز على الميدالية الوطنية في العلوم الإنسانية،  وفي عام 2006 حاز على جائزة جائزة العقل والدماغ.

## الفلسفة

### الأفعال اللفظية
إنّ أوائل أعمال ودراسات (سيرل) والتي كانت لها الأهميّة الكبرى في بناء سمعته، كانت حول الأفعال اللفظيّة (speech acts)، وحاول (سيرل) تجميع الأفكار من العديد من الزملاء - بما في ذلك (جون لانغشو أوستن) في كتاباته عن («الفعل التصادمي»، من كتاب كيف نفعل الأشياء مع الكلمات (How To Do Things with Words))، و (لادوينغ ويتجينستاين) (Ludwig Wittgenstein) وأفكار (جيفري ميدغلي) (G.C.J. Midgley) حول (التمييز بين القواعد التنظيمية والقواعد التأسيسية) مع أطروحته الخاصة التي تفيد بأنّ هذه الأفعال تشكّلها قواعد اللغة. كما اعتمد على عمل (بول غرايس) (Paul Grice) في (تحليل المعنى في محاولة لفهمه)، وهاري وستينيوس (التمييز -مع أخذ المعنى بعين الاعتبار- بين القوّة اللاذعة والمحتوى المقترح) و (فريديريك ستراوسن) PF Strawson)) و (جون راولز) (John Rawls) و (ويليام ألستون) (William Alston) الذي أبقى على أنّ الجملة عبارة عن مجموعاتٍ من القواعدِ التنظيميّة التي تتطلّب من المتحدّث القيام بتصرّفات ذات معنى تعبّر عن الجملة وأنّ هذه التصرّفات تنطوي على نطق الجملة التي تشير (أوّلاً) إلى أن الشخص الذي يؤدي الفعل، (ثانياً) إلى ما يعنيه الشخص بقوله، و (ثالثاً) يخاطب الجمهور في المنطقة المجاورة.
في كتابه الصادر عام 1969 بعنوان «الافعال اللفظيّة»، عرض (سيرل) الجمع بين كل هذه العناصر ليحكي وجهة نظره حول التصرفات ذات المعنى التي ترافق الكلام. وهنا يقدّم (سيرل) تحليلاً لما يعتبره تصرّف وهميّ نموذجيّ واعد ويقدّم مجموعة من القواعد اللغويّة بهدف تمثيل المعنى اللغويّ للحِيل التي تشيرُ إلى أنواعٍ أخرى من التصرّفاتِ ذات المعنى. من بين المفاهيم الواردة في هذا الكتاب هو مفهوم التمييز بين «القوة اللاذعة» و «المضمون المقترح» لكلمة ما. لا يحدّد (سيرل) بدقّة المفهوم السابق على هذا النحو، ولكن بدلا من ذلك يقدّم العديد من القوى ذات المعنى فعلى سبيل المثال. وفقا لسيرل، الجمل:
1. يدخن سام عادة.
2. هل يدخن سام عادة؟
3. سام يدخّن عادة!
4. هل كان سام ذاك يدخّن بشكل معتاد؟

كلٌّ منها يشير إلى نفسِ المحتوى الافتراضي (تدخينُ سام بشكل معتاد) ولكنّه يختلف في القوّة الاحترازية المشار إليها (على التوالي: بيان، سؤال، أمر، وتعبير عن الرغبة).
وفقاً لتقريرٍ لاحق قدّمه (سيرل) في مقالته نوايا (Intentionality) (1983) والتي تختلف بطرق هامة عن تلك المقترحة في «الأفعال اللفظيّة»، فتتميز فيه أعمال التخويف من خلال وجود «شروط الرضا» (وهي فكرة اعتمدت من ورقة ستراكسون في عام 1971 «المعنى والحقيقة») و«الاتجاه الملائم» (فكرة اعتمدت من (إليزابيث أنسكومب) ((Elizabeth Anscombe) فعلى سبيل المثال عبارة «اشترى جون قطعتي حلوى» هي عبارة راضية إذا وفقط إذا كانت صحيحة، أي عندما يكون (جون) قد اشترى بالفعل قطعتي حلوى. على النقيض من ذلك، فإنّ الأمر «جون اشترِ قطعتي حلوى!» يُعتبر راضٍ إذا وفقط إذا نفذ (جون) عمليّة شراء اثنتين من قطع الحلوى. يشير (سيرل) إلى أنّ الاتّجاه الملائم للجملة الأولى هو «من الكلمة إلى العالم» حيث من المفترض أن تتغيّر الكلمات لتمثّل العالم بدقة، والاتجاه الملائم للجملة الثانية هو «من العالم إلى الكلمة» فمن المفترض في هذه الجملة أن يتغيّر العالم ليطابق الكلمات. (هناكَ أيضًا اتجاهٌ مزدوج للملاءمة، حيث تسير العلاقة في كلا الاتجاهين، والاتجاه الصفري للملاءمة هو الاتجاه التي لا تسير فيها الطريقة بأيّ اتّجاه لأن المحتوى الافتراضي مُفترضٌ مسبقًا، كما في «أنا آسف لأنّي أكلت قطع الحلوى الخاصّة بجون.»)
في كتاب (أسس المنطق اللاإرادي) (1985، مع دانيال فاندرفين)، يستخدم (سيرل) بشكل بارز مفهوم «النقطة الحرجة».
تم تحدّي نظرية أفعال الكلام الخاصّة بـ (سيرل) من قبل العديد من المفكرين بطرقٍ متنوعة. تتواجد مجموعات من المقالات التي كتبها (سيرل) في منشورات (أرمين بورخاردت) 1990  وليبور / فان غوليك 1991.

## مناقشة سيرل - لوسون
إنّ المُحاور الرئيسيّ الذي عمل معه (سيرل) في السنوات الأخيرة في المواضيع التي تخصّ قضايا الأنطولوجيا الاجتماعية هو (توني لوسون)، فعلى الرغم من أن تقاريرهم حول الواقع الاجتماعي متشابهة، إلا أنّ هناك اختلافات مهمة بينهما، فيركّز (لوسون) على مفهوم الكلّيّة المجتمعيّة بينما يفضل (سيرل) الإشارة إلى الحقائق المؤسسية، وعلاوةً على ذلك يعتقد (سيرل) أنّ الانبثاق ينطوي على انخفاض، في حين يجادل (لوسون) بأنّ الكُليّات المجتمعيّة لا يمكن تفسيرها بالكامل من خلال القوى السببيّة لمكوناتها، وأيضاً يضع (سيرل) اللغة ضمن أساسيّات بناءِ الواقعِ الاجتماعيّ، بينما يعتقد (لوسون) أنَّ تكوينَ المجتمع يسبِقُ بالضّرورة تطوّر اللّغة، وبالتّالي فهناك بالتّأكيد إمكانيّة لتكوين بنية اجتماعية غير لغويّة. المناقشة مستمرّة وتجري بالإضافة إلى ذلك من خلال الاجتماعات المنتظمة لمركز الأونطولوجيا الاجتماعية في جامعة كاليفورنيا، بيركلي ومجموعة كامبريدج للأنظمة الاجتماعية في جامعة كامبريدج.

## اقرأ أيضاً
- الغرفة الصينية

## روابط خارجية
- جون سورل على موقع IMDb (الإنجليزية)
- جون سورل على موقع الموسوعة البريطانية (الإنجليزية)
- جون سورل على موقع مونزينجر (الألمانية)
- جون سورل على موقع ميوزك برينز (الإنجليزية)
- جون سورل على موقع إن إن دي بي (الإنجليزية)